# Atanazy Pieczerski
Atanazy Pieczerski, znany również jako Atanazy Zatwornik (zm. ok. 1176) – święty prawosławny, mnich Ławry Pieczerskiej. 
Wiadomości o jego życiu są skąpe i pochodzą głównie z opowiadania o jego życiu zawartego w Pateryku Kijowsko-Pieczerskim. W monasterze miał łącznie spędził kilkadziesiąt lat, odznaczając się bogobojnością, ale również słabym zdrowiem. Któregoś dnia schorowany Atanazy miał umrzeć, a jego ciało zostało przygotowane do pochówku. Nieoczekiwanie w trzy dni po śmierci igumen klasztoru razem z braćmi ujrzał, że mnich żyje i płacząc woła "Zbawiajcie się!". Atanazy dodał, że życie mnicha powinno polegać na nieustannej modlitwie, ciągłym żalu za grzechy i posłuszeństwie przełożonym. Następnie udał się do swojej celi i odmówił widywania się z kimkolwiek. Jako zatwornik (mnich pozostający w całkowitym odosobnieniu) miał spędzić kolejne 12 lat. Ostatni raz rozmawiał z współbraćmi przed samą śmiercią, kiedy powtórzył im przedstawioną wcześniej naukę. Został pochowany w pieczarze, w której do tej pory przebywał. Przy jego relikwiach miało dochodzić do uzdrowień. 
Święty należy do Soboru Świętych Kijowsko-Pieczerskich Spoczywających w Bliższych Pieczarach.